# Sinus Successus
Sinus Successus (łac. Zatoka Sukcesu) - powstała wzdłuż wschodniego brzegu Mare Fecunditatis formacja przypominająca zatokę. Współrzędne selenograficzne: 0,9° N, 59,0° E. Jej średnica wynosi 132 km.
Wzdłuż wschodniego wybrzeża zatoki znajduje się zalany lawą krater Condon oraz na południowym krańcu krater Webb. Zatoka nie ma żadnych innych znaczących cech charakterystycznych. Na północnym zachodzie tej zatoki wylądowały radzieckie sondy kosmiczne Łuna 18 i Łuna 20.